# 那坡树蛙
那坡树蛙（学名：Rhacophorus napoensis），一种于中国广西壮族自治区那坡县发现的两栖动物，隶属于树蛙科树蛙属。

## 鉴别特征
那坡树蛙体型中等体型，成年雄蛙体长（SVL）38.6－43.6mm；吻尖，在腹侧视图中突出到下颚边缘之外，尖端有明显的凸起；鼓室明显，圆形；上颌齿明显；舌呈心状，显著向后凹陷；声囊为单咽下外声囊；胫长（TIL）大于足长（FL）且略大于体长（SVL）的一半；后肢贴体前伸胫跗关节达吻部；指、趾间全蹼；内跖突1个，扁平；四肢背面具条纹；腋窝有两到三个黑点；蹼非黑色；被保存在防腐剂中的标本背部颜色苍白，有许多黑点。